# Einsiedler und Walderbacher Forst
Einsiedler und Walderbacher Forst – dawny obszar wolny administracyjnie (gemeindefreies Gebiet) w Niemczech w kraju związkowym Bawaria, w rejencji Górny Palatynat, w regionie Oberpfalz-Nord, w powiecie Schwandorf. Obszar był niezamieszkany.
1 listopada 2013 obszar został rozwiązany a jego teren podzielono następująco:
- 4,66 km² przyłączono do gminy targowej Bruck in der Oberpfalz
- 5,20 km² przyłączono do miasta Nittenau
- 0,82 km² przyłączono do gminy Reichenbach w powiecie Cham
- 8,02 km² przyłączono do gminy Walderbach w powiecie Cham